# Kaval Hosahalli, Anekal
Kaval Hosahalli là một làng thuộc tehsil Anekal, huyện Bangalore Urban, bang Karnataka, Ấn Độ.